# Élection gouvernorale de 2022 au Tennessee
L'élection gouvernorale de 2022 au Tennessee a lieu le 8 novembre 2022. 
Le gouverneur républicain sortant Bill Lee a été élu en 2018 face à l'ancien maire de Nashville, Karl Dean. Il se présente pour être réélu pour un deuxième mandat. 
Des élections primaires ont eu lieu le 4 août. Lee a obtenu l'investiture républicaine tandis que Jason Martin, un pneumologue, a remporté l'investiture démocrate. Lee est largement favori dans cet État très républicain. 
Lee est réélu pour un deuxième mandat. Il réalise un meilleur score qu'en 2018.

## Résultats
| Candidats                | Candidats           | Partis              | Voix      | %    |
| ------------------------ | ------------------- | ------------------- | --------- | ---- |
|                          | Bill Lee            | Républicain         | 1 128 097 | 64,9 |
|                          | Jason Martin        | Démocrate           | 572 153   | 32,9 |
|                          | John Gentry         | Indépendant         | 28 102    | 0,9  |
|                          | Constance Every     | Indépendant         | 10 266    | 0,6  |
|                          | Deborah Rouse       | Indépendant         | 3 766     | 0,2  |
|                          | Rick Tyler          | Indépendant         | 2 378     | 0,1  |
|                          | Charles Van Morgan  | Indépendant         | 1 859     | 0,1  |
|                          | Basil Marceaux      | Indépendant         | 1 564     | 0,1  |
|                          | Alfred O'Neil       | Indépendant         | 1 213     | 0,1  |
|                          | Michael Scantland   | Indépendant         | 814       | 0,0  |
|                          | Candidats par écrit | Candidats par écrit | 899       | 0,1  |
|                          |                     |                     |           |      |
| Votes valides            |                     |                     |           |      |
| Votes blancs et nuls     |                     |                     |           |      |
| Total                    |                     |                     |           |      |
| Abstention               |                     |                     |           |      |
| Inscrits / participation |                     |                     |           |      |